# 무루 (프로게이머)
무루(본명: 이성조, 2002년 1월 4일~ )는 대한민국의 리그 오브 레전드 프로게이머로 아이디는 Muru이다. 포지션은 서포터이다.

## 선수 생활
2021시즌을 앞두고 DWG KIA의 2군팀으로 콜업되면서 프로 커리어를 시작했다. 2021 스프링 1라운드를 마친 후 로스터에서 말소되었다. 2021 서머 2라운드를 앞두고 2군팀으로 다시 콜업되었다. 2021시즌 종료 후 팀에서 퇴단했다.

## 수상 내역
- 2020년 대통령배 전국 아마추어 e스포츠 대회 우승